# Jeff Emig
Cam Jeffrey Emig (Kansas City, Kansas, 1 december 1970) is een Amerikaans voormalig motorcrosser.

## Carrière
Emig was een van de beste motorcrossers tijdens de jaren 90, met vier titels die hij behaalde met Yamaha en Kawasaki. Zijn grootste rivaal was Jeremy McGrath, die vaker de beter van hem was in de supercross. Emig won meer wedstrijden dan wie ook (buiten McGrath) tijdens de jaren 90. Hij was de enige piloot tijdens de jaren 90 die twee Outdoortitels na elkaar wist te winnen, in 1996 en 1997. Hij maakte zes keer deel uit van het Amerikaanse team voor de Motorcross der Naties, die hij driemaal won in 1992, 1993 en 1996.
In 1997 kende Emig een van zijn beste seizoenen. Hij won zeven wedstrijden en werd vijfmaal tweede. In 1998 geraakte hij geblesseerd. In 1999 werd Emig ontslagen bij Kawasaki. Hij kwam terug als privérijder met Yamaha. Vlak nadat hij overstapte won hij zijn laatste grote wedstrijd. Eind 1999 kwam Emig zwaar ten val tijdens een training, en brak beide voorarmen vlak boven de pols. Het einde van Emig's carrière kwam er in mei 2000, toen hij opnieuw zwaar ten val kwam. Hij verbrijzelde een ruggenwervel en brak zijn rechteronderbeen.
Emig's starts waren legendarisch. Zijn kunde in het starten zorgden ervoor dat hij vele wedstrijden leidde in de jaren 90. Hij stond bekend als moeilijk voorbij te steken. Hij is getrouwd en heeft twee kinderen. Hij is nog steeds betrokken in de motorcrosswereld, als televisiecommentator bij de Amerikaanse wedstrijden.

## Palmares
- 1992: AMA 125cc Outdoor Nationals kampioen
- 1992: Winnaar Motorcross der Naties
- 1993: Winnaar Motorcross der Naties
- 1996: AMA 250cc Outdoor Nationals kampioen
- 1996: Winnaar Motorcross der Naties
- 1997: AMA SX 250cc kampioen
- 1997: AMA 250cc Outdoor Nationals kampioen